# باشگاه فوتبال الوحده عربستان سعودی
باشگاه الوحده (به عربی: نادي الوحدة السعودي) یک باشگاه فوتبال از عربستان سعودی است که در شهر مکه قرار دارد که هم‌اکنون در لیگ حرفه‌ای فوتبال عربستان حضور دارد.
این باشگاه در سال ۱۹۴۵ تأسیس شده است.
این باشگاه سابقهٔ قهرمانی در جام پادشاه عربستان، جام ولیعهد عربستان و لیگ دسته اول عربستان را نیز در کارنامهٔ خود دارد.این تیم بازیکنان شاخصی درترکیب خود دارد و تیم ثروتمند محسوب میشود

## بازیکنان برجسته فعلی
- جواد الیامیق
- فیصل فجر
- اودیون ایگالو
- اسکار دوارته